# Egitto ai Giochi della XXX Olimpiade
L'Egitto partecipò ai Giochi della XXX Olimpiade, svoltisi a Londra, Regno Unito, dal 27 luglio al 12 agosto 2012, con una delegazione di 111 atleti impegnati in venti discipline.

## Delegazione
| Sport               | Uomini | Donne | Totale |
| ------------------- | ------ | ----- | ------ |
| Atletica Leggera    | 6      | 0     | 6      |
| Badminton           | 0      | 1     | 1      |
| Calcio              | 16     | 0     | 16     |
| Canoa/Kayak         | 1      | 0     | 1      |
| Canottaggio         | 3      | 2     | 5      |
| Equitazione         | 1      | 0     | 1      |
| Ginnastica          | 1      | 3     | 4      |
| Judo                | 5      | 0     | 5      |
| Lotta               | 12     | 1     | 13     |
| Nuoto               | 2      | 1     | 3      |
| Nuoto Sincronizzato | 0      | 8     | 8      |
| Pentathlon Moderno  | 2      | 1     | 3      |
| Pugilato            | 5      | 0     | 5      |
| Scherma             | 6      | 6     | 12     |
| Sollevamento Pesi   | 5      | 3     | 8      |
| Taekwondo           | 2      | 2     | 4      |
| Tennis Tavolo       | 3      | 3     | 6      |
| Tiro                | 5      | 2     | 7      |
| Tiro con l'arco     | 1      | 1     | 2      |
| Vela                | 1      | 0     | 1      |
| Totale              | 77     | 34    | 111    |

## Medaglie
| Riepilogo quotidiano | Riepilogo quotidiano | Riepilogo quotidiano | Riepilogo quotidiano | Riepilogo quotidiano | Riepilogo quotidiano | Riepilogo quotidiano |
| -------------------- | -------------------- | -------------------- | -------------------- | -------------------- | -------------------- | -------------------- |
| Giorno               | Data                 |                      |                      |                      | Totale               |                      |
| 1°                   | 27                   | —                    | —                    | —                    | —                    |                      |
| 2°                   | 28                   | 0                    | 0                    | 0                    | 0                    |                      |
| 3°                   | 29                   | 0                    | 0                    | 0                    | 0                    |                      |
| 4°                   | 30                   | 0                    | 0                    | 0                    | 0                    |                      |
| 5°                   | 31                   | 0                    | 1                    | 0                    | 1                    |                      |
| 6°                   | 1                    | 0                    | 0                    | 0                    | 0                    |                      |
| 7°                   | 2                    | 0                    | 0                    | 0                    | 0                    |                      |
| 8°                   | 3                    | 0                    | 0                    | 0                    | 0                    |                      |
| 9°                   | 4                    | 0                    | 0                    | 0                    | 0                    |                      |
| 10°                  | 5                    | 0                    | 0                    | 0                    | 0                    |                      |
| 11°                  | 6                    | 0                    | 1                    | 0                    | 1                    |                      |
| 12°                  | 7                    | 0                    | 0                    | 0                    | 0                    |                      |
| 13°                  | 8                    | 0                    | 0                    | 0                    | 0                    |                      |
| 14°                  | 9                    | 0                    | 0                    | 0                    | 0                    |                      |
| 15°                  | 10                   | 0                    | 0                    | 0                    | 0                    |                      |
| 16°                  | 11                   | 0                    | 0                    | 0                    | 0                    |                      |
| 17°                  | 12                   | 0                    | 0                    | 0                    | 0                    |                      |
| Totale               | Totale               | 0                    | 2                    | 0                    | 2                    |                      |

### Medaglie d'argento
| Medaglia | Nome                   | Sport              | Evento                        | Data      |
| -------- | ---------------------- | ------------------ | ----------------------------- | --------- |
| Argento  | Alaaeldin Abouelkassem | Scherma            | Fioretto individuale maschile | 31 luglio |
| Argento  | Karam Gaber            | Lotta greco-romana | -84 kg maschile               | 6 agosto  |

## Risultati

### Atletica leggera
| Q | Qualificato al turno successivo per la posizione in qualificazione                                                           |
| q | Qualificato per il turno successivo per ripescaggio o, negli eventi su campo, conquistando la misura minima per qualificarsi |

#### Maschile
Eventi di corsa su pista e strada
| Atleta                    | Evento | Batteria  | Batteria  | Quarti di finale | Quarti di finale | Semifinale      | Semifinale      | Finale          | Finale          |
| Atleta                    | Evento | Risultato | Posizione | Risultato        | Posizione        | Risultato       | Posizione       | Risultato       | Posizione       |
| ------------------------- | ------ | --------- | --------- | ---------------- | ---------------- | --------------- | --------------- | --------------- | --------------- |
| Hamada Mohamed            | 800 m  | 1'48"05   | 1° Q      | N.D.             | N.D.             | 1'48"18         | 8°              | non qualificato | non qualificato |
| Amr Ibrahim Mostafa Seoud | 100 m  | 10"22     | 4°        | N.D.             | N.D.             | non qualificato | non qualificato | non qualificato | non qualificato |
| Amr Ibrahim Mostafa Seoud | 200 m  | 20"81     | 4°        | N.D.             | N.D.             | non qualificato | non qualificato | non qualificato | non qualificato |

Eventi su campo
| Atleta                    | Evento                 | Qualifica | Qualifica | Finale          | Finale          |
| Atleta                    | Evento                 | Distanza  | Posizione | Distanza        | Posizione       |
| ------------------------- | ---------------------- | --------- | --------- | --------------- | --------------- |
| Omar Ahmed El Ghazaly     | Lancio del disco       | 60,26 m   | 26°       | non qualificato | non qualificato |
| Ihab El-Sayed             | Lancio del giavellotto | 77,35 m   | 29°       | non qualificato | non qualificato |
| Mohamed Fathalla Difallah | Salto in lungo         | 7,08 m    | 37°       | non qualificato | non qualificato |
| Mostafa Al-Gamel          | Lancio del martello    | 71,36 m   | 30°       | non qualificato | non qualificato |

#### Femminile
Eventi di corsa su pista e strada
| Atleta        | Evento | Batteria  | Batteria  | Semifinale      | Semifinale      | Finale          | Finale          |
| Atleta        | Evento | Risultato | Posizione | Risultato       | Posizione       | Risultato       | Posizione       |
| ------------- | ------ | --------- | --------- | --------------- | --------------- | --------------- | --------------- |
| Noura Elsayed | 800 m  | DNS       | DNS       | non qualificata | non qualificata | non qualificata | non qualificata |

### Badminton
Femminile
| Atleta      | Evento  | Girone                    | Girone                       | Girone    | Ottavi               | Quarti               | Semifinale           | Finale               | Finale          |
| Atleta      | Evento  | Avversario Punteggio      | Avversario Punteggio         | Posizione | Avversario Punteggio | Avversario Punteggio | Avversario Punteggio | Avversario Punteggio | Posizione       |
| ----------- | ------- | ------------------------- | ---------------------------- | --------- | -------------------- | -------------------- | -------------------- | -------------------- | --------------- |
| Hadia Hosny | Singolo | Pi H. (FRA) P 11-21, 9-21 | C. Magee (IRL) P 17-21, 6-21 | 3ª        | non qualificata      | non qualificata      | non qualificata      | non qualificata      | non qualificata |

### Calcio

#### Maschile
Rosa
| N. | Pos. | Giocatore              | Data nascita (età)         | Pres. | Reti | Squadra          |
| -- | ---- | ---------------------- | -------------------------- | ----- | ---- | ---------------- |
| 1  | P    | Ahmed El Shenawy       | 14 maggio 1991 (21 anni)   |       |      | Al-Masry         |
| 2  | D    | Mahmoud Alaa Eldin     | 1º gennaio 1991 (21 anni)  |       |      | Haras El-Hodood  |
| 3  | D    | Ali Fathi              | 2 gennaio 1992 (20 anni)   |       |      | Al-Mokawloon     |
| 4  | D    | Omar Gaber             | 30 gennaio 1992 (20 anni)  |       |      | Zamalek          |
| 5  | C    | Mohamed Aboutreika (+) | 7 novembre 1978 (33 anni)  |       |      | Al-Ahly          |
| 6  | D    | Ahmed Hegazy           | 25 gennaio 1991 (21 anni)  |       |      | Ismaily          |
| 7  | D    | Ahmed Fathy (+)        | 10 novembre 1984 (27 anni) |       |      | Al-Ahly          |
| 8  | C    | Shehab Ahmed           | 22 agosto 1990 (21 anni)   |       |      | Al-Ahly          |
| 9  | A    | Marwan Mohsen          | 26 febbraio 1989 (23 anni) |       |      | Petrojet         |
| 10 | A    | Emad Motaeb (+)        | 20 febbraio 1983 (29 anni) |       |      | Al-Ahly          |
| 11 | A    | Mohamed Salah          | 15 giugno 1992 (20 anni)   |       |      | Al-Mokawloon     |
| 12 | D    | Islam Ramadan          | 1º novembre 1990 (21 anni) |       |      | Haras El-Hodood  |
| 13 | C    | Saleh Gomaa            | 1º agosto 1993 (18 anni)   |       |      | ENPPI            |
| 14 | C    | Hossam Hassan          | 30 aprile 1989 (23 anni)   |       |      | Al-Masry         |
| 15 | D    | Saad Samir             | 1º aprile 1989 (23 anni)   |       |      | Al-Masry         |
| 16 | A    | Ahmed Magdi            | 9 dicembre 1989 (22 anni)  |       |      | Ghazl El-Mehalla |
| 17 | C    | Mohamed El Neny        | 11 luglio 1992 (20 anni)   |       |      | Al-Mokawloon     |
| 18 | P    | Mohamed Bassam         | 25 dicembre 1990 (21 anni) |       |      | El Gaish         |

Allenatore:  Hany Ramzy
Fase a gironi - Gruppo C
| Arbitro: | Rocchi |

|                                          |           |                          |
| Rafael 16’ Leandro Damião 26’ Neymar 30’ | Marcatori | 52’ Aboutreika 76’ Salah |

| Arbitro: | Clattenburg |

|           |           |          |
| Salah 40’ | Marcatori | 17’ Wood |

| Arbitro: | García |

|                                     |           |              |
| Salah 56’ Mohsen 73’ Aboutreika 79’ | Marcatori | 87’ Varankoŭ |

| Pos. | Squadra       | Pt | G | V | N | P | GF | GS | DR |
| ---- | ------------- | -- | - | - | - | - | -- | -- | -- |
| 1.   | Brasile       | 9  | 3 | 3 | 0 | 0 | 9  | 3  | +6 |
| 2.   | Egitto        | 4  | 3 | 1 | 1 | 1 | 6  | 5  | +1 |
| 3.   | Bielorussia   | 3  | 3 | 1 | 0 | 2 | 3  | 6  | -3 |
| 4.   | Nuova Zelanda | 1  | 3 | 0 | 1 | 2 | 1  | 5  | -4 |

Quarto di finale
| Arbitro: | Geiger |

|                                |           |  |
| Nagai 14’ Yoshida 78’ Otsu 83’ | Marcatori |  |

- Egitto  eliminato ai quarti di finale - Posizione nella classifica finale: 5º posto

### Canoa/Kayak

#### Velocità
| FA | Qualificato in finale A (per le medaglie)                       |
| FB | Qualificato in finale B (non per le medaglie)                   |
| Q  | Qualificato al turno successivo per posizione in qualificazione |
| q  | Qualificato al turno successivo per ripescaggio                 |

Maschile
| Atleta          | Evento     | Batteria | Batteria   | Semifinale      | Semifinale      | Finale          | Finale          |
| Atleta          | Evento     | Tempo    | Classifica | Tempo           | Classifica      | Tempo           | Classifica      |
| --------------- | ---------- | -------- | ---------- | --------------- | --------------- | --------------- | --------------- |
| Mostafa Mansour | K-1 200 m  | 40"507   | 7º         | non qualificato | non qualificato | non qualificato | non qualificato |
| Mostafa Mansour | K-1 1000 m | 4'09"651 | 7º         | non qualificato | non qualificato | non qualificato | non qualificato |

### Canottaggio
| FA   | Qualificato in finale A (per le medaglie)     |
| FB   | Qualificato in finale B (non per le medaglie) |
| FC   | Qualificato in finale C (non per le medaglie) |
| FD   | Qualificato in finale D (non per le medaglie) |
| FE   | Qualificato in finale E (non per le medaglie) |
| FF   | Qualificato in finale F (non per le medaglie) |
| SA/B | Semifinali A/B                                |
| SC/D | Semifinali C/D                                |
| SE/F | Semifinali E/F                                |
| QF   | Qualificato ai quarti di finale               |
| R    | Ripescaggio                                   |

Maschile
| Atleta                   | Evento            | Batteria | Batteria  | Ripescaggio | Ripescaggio | Quarti di finale | Quarti di finale | Semifinali | Semifinali | Finale  | Finale    |
| Atleta                   | Evento            | Tempo    | Posizione | Tempo       | Posizione   | Tempo            | Posizione        | Tempo      | Posizione  | Tempo   | Posizione |
| ------------------------ | ----------------- | -------- | --------- | ----------- | ----------- | ---------------- | ---------------- | ---------- | ---------- | ------- | --------- |
| Nour El-Din Hassanein    | Singolo           | 7'06"17  | 3° QF     | Bye         | Bye         | 7'23"12          | 6° SC/D          | 7'44"53    | 4° FD      | 7'27"19 | 15°       |
| Omar Emira Mohamed Nofel | 2 di coppia p. l. | 6'59"57  | 5° R      | 6'57"06     | 6° SC/D     | N.D.             | N.D.             | 7'19"29    | 4° FD      | 7'12"79 | 20°       |

Femminile
| Atleta                           | Evento            | Batteria | Batteria  | Ripescaggio | Ripescaggio | Semifinali | Semifinali | Finale  | Finale    |
| Atleta                           | Evento            | Tempo    | Posizione | Tempo       | Posizione   | Tempo      | Posizione  | Tempo   | Posizione |
| -------------------------------- | ----------------- | -------- | --------- | ----------- | ----------- | ---------- | ---------- | ------- | --------- |
| Sara Mohamed Baraka Fatma Rashed | 2 di coppia p. l. | 7'45"23  | 6ª R      | 7'54"01     | 6ª FC       | Bye        | Bye        | 8'14"17 | 17ª       |

### Equitazione

#### Salto ostacoli
| Atleta          | Cavallo     | Gara        | Qualificazione | Qualificazione | Qualificazione | Qualificazione | Qualificazione | Qualificazione  | Qualificazione  | Qualificazione  | Finale          | Finale          | Finale          | Finale          | Finale          | Totale   | Totale    |
| Atleta          | Cavallo     | Gara        | 1º turno       | 1º turno       | 2º turno       | 2º turno       | 2º turno       | 3º turno        | 3º turno        | 3º turno        | Round A         | Round A         | Round B         | Round B         | Round B         | Totale   | Totale    |
| Atleta          | Cavallo     | Gara        | Penalità       | Posizione      | Penalità       | Totale         | Posizione      | Penalità        | Totale          | Posizione       | Penalità        | Posizione       | Penalità        | Totale          | Posizione       | Penalità | Posizione |
| --------------- | ----------- | ----------- | -------------- | -------------- | -------------- | -------------- | -------------- | --------------- | --------------- | --------------- | --------------- | --------------- | --------------- | --------------- | --------------- | -------- | --------- |
| Karim El-Zoghby | Wervel Wind | Individuale | 5              | 53° Q          | 5              | 10             | 51°            | non qualificato | non qualificato | non qualificato | non qualificato | non qualificato | non qualificato | non qualificato | non qualificato | 10       | 51°       |

### Ginnastica

#### Ginnastica artistica
Maschile
| Atleta             | Evento               | Qualificazione | Qualificazione | Qualificazione | Qualificazione | Qualificazione | Qualificazione | Qualificazione | Qualificazione | Finale          | Finale          | Finale          | Finale          | Finale          | Finale          | Finale          | Finale          |
| Atleta             | Evento               | Attrezzo       | Attrezzo       | Attrezzo       | Attrezzo       | Attrezzo       | Attrezzo       | Totale         | Posizione      | Attrezzo        | Attrezzo        | Attrezzo        | Attrezzo        | Attrezzo        | Attrezzo        | Totale          | Posizione       |
| Atleta             | Evento               | CL             | C              | A              | V              | P              | S              | Totale         | Posizione      | CL              | C               | A               | V               | P               | S               | Totale          | Posizione       |
| ------------------ | -------------------- | -------------- | -------------- | -------------- | -------------- | -------------- | -------------- | -------------- | -------------- | --------------- | --------------- | --------------- | --------------- | --------------- | --------------- | --------------- | --------------- |
| Mohamed El-Saharty | Concorso individuale | 13,900         | 12,600         | 13,566         | 15,466         | 13,400         | 13,666         | 82,598         | 37º            | non qualificato | non qualificato | non qualificato | non qualificato | non qualificato | non qualificato | non qualificato | non qualificato |

Femminile
| Atleta           | Evento               | Qualificazione | Qualificazione | Qualificazione | Qualificazione | Qualificazione | Qualificazione | Finale          | Finale          | Finale          | Finale          | Finale          | Finale          |
| Atleta           | Evento               | Attrezzo       | Attrezzo       | Attrezzo       | Attrezzo       | Totale         | Posizione      | Attrezzo        | Attrezzo        | Attrezzo        | Attrezzo        | Totale          | Posizione       |
| Atleta           | Evento               | CL             | V              | P              | S              | Totale         | Posizione      | CL              | V               | P               | S               | Totale          | Posizione       |
| ---------------- | -------------------- | -------------- | -------------- | -------------- | -------------- | -------------- | -------------- | --------------- | --------------- | --------------- | --------------- | --------------- | --------------- |
| Salma El-Said    | Concorso individuale | 12,500         | 13,533         | 12,566         | 13,066         | 51,665         | 41ª            | non qualificata | non qualificata | non qualificata | non qualificata | non qualificata | non qualificata |
| Sherene El-Zeiny | Corpo libero         | 11,000         | N.D.           | N.D.           | N.D.           | 11,000         | 82ª            | non qualificata | non qualificata | non qualificata | non qualificata | non qualificata | non qualificata |
| Sherene El-Zeiny | Trave                | N.D.           | N.D.           | N.D.           | 12,733         | 12,733         | 53ª            | non qualificata | non qualificata | non qualificata | non qualificata | non qualificata | non qualificata |

#### Ginnastica ritmica
Femminile
| Atleta         | Evento               | Qualificazione | Qualificazione | Qualificazione | Qualificazione | Qualificazione | Qualificazione | Finale          | Finale          | Finale          | Finale          | Finale          | Finale          |
| Atleta         | Evento               | Attrezzo       | Attrezzo       | Attrezzo       | Attrezzo       | Totale         | Classifica     | Attrezzo        | Attrezzo        | Attrezzo        | Attrezzo        | Totale          | Classifica      |
| Atleta         | Evento               | Cerchio        | Palla          | Clavi          | Nastro         | Totale         | Classifica     | Cerchio         | Palla           | Clavi           | Nastro          | Totale          | Classifica      |
| -------------- | -------------------- | -------------- | -------------- | -------------- | -------------- | -------------- | -------------- | --------------- | --------------- | --------------- | --------------- | --------------- | --------------- |
| Yasmine Rostom | Concorso individuale | 23,925         | 23,775         | 25,050         | 23,500         | 96,250         | 23ª            | non qualificata | non qualificata | non qualificata | non qualificata | non qualificata | non qualificata |

### Judo
Maschile
| Atleta           | Evento  | Preliminari          | 16-esimi                        | Ottavi                         | Quarti               | Semifinali           | Ripescaggio          | Med. bronzo          | Finale               | Posizione       |
| Atleta           | Evento  | Avversario Risultato | Avversario Risultato            | Avversario Risultato           | Avversario Risultato | Avversario Risultato | Avversario Risultato | Avversario Risultato | Avversario Risultato | Posizione       |
| ---------------- | ------- | -------------------- | ------------------------------- | ------------------------------ | -------------------- | -------------------- | -------------------- | -------------------- | -------------------- | --------------- |
| Ahmed Awad       | −66 kg  | Bye                  | H. Al-Derei (UAE) V (0101-0001) | T. Karimov (AZE) P (0000-0002) | non qualificato      | non qualificato      | non qualificato      | non qualificato      | non qualificato      | non qualificato |
| Hussein Hafiz    | −73 kg  | Bye                  | O. Murillo (CRC) V (0020-0003)  | U. Legrand (FRA) P (0104-0100) | non qualificato      | non qualificato      | non qualificato      | non qualificato      | non qualificato      | non qualificato |
| Hesham Mesbah    | −90 kg  | N.D.                 | T. Bolat (KAZ) P (0011-1002)    | non qualificato                | non qualificato      | non qualificato      | non qualificato      | non qualificato      | non qualificato      | non qualificato |
| Ramadan Darwish  | −100 kg | N.D.                 | T. Fabre (FRA) P (0002-0011)    | non qualificato                | non qualificato      | non qualificato      | non qualificato      | non qualificato      | non qualificato      | non qualificato |
| Islam El Shehaby | +100 kg | N.D.                 | I. Makaraŭ (BLR) P (0002-0021)  | non qualificato                | non qualificato      | non qualificato      | non qualificato      | non qualificato      | non qualificato      | non qualificato |

### Lotta
| VT | Vittoria per atterramento                           |
| PP | Vittoria a punti (lo sconfitto con punti tecnici)   |
| PO | Vittoria a punti (lo sconfitto senza punti tecnici) |

#### Libera
Maschile
| Atleta           | Evento  | Qualificazione                                    | Ottavi                                 | Quarti                                  | Semifinali           | Ripescaggio Turno 1                  | Ripescaggio Turno 2  | Finale               | Pos. |
| Atleta           | Evento  | Avversario Risultato                              | Avversario Risultato                   | Avversario Risultato                    | Avversario Risultato | Avversario Risultato                 | Avversario Risultato | Avversario Risultato | Pos. |
| ---------------- | ------- | ------------------------------------------------- | -------------------------------------- | --------------------------------------- | -------------------- | ------------------------------------ | -------------------- | -------------------- | ---- |
| Ibrahim Farag    | -55 kg  | V. Khinchegashvili (GEO) P 1-3 PP (1-1, 2-5, 0-2) | non qualificato                        | non qualificato                         | non qualificato      | R. Velikov (BUL) P 0-3 PO (0-3, 0-3) | non qualificato      | non qualificato      | 13º  |
| Hassan Madany    | -60 kg  | Bye                                               | D. Païs (FRA) V 3-1 PP (3-0, 0-2, 4-4) | Ri J.-m. (PRK) P 0-3 PO (0-1, 2-1, 0-4) | non qualificato      | non qualificato                      | non qualificato      | non qualificato      | 8º   |
| Abdou Omar       | -66 kg  | Bye                                               | D. Safaryan (ARM) P 0-5 VT (0-5)       | non qualificato                         | non qualificato      | non qualificato                      | non qualificato      | non qualificato      | 18º  |
| Saleh Emara      | -96 kg  | Bye                                               | G. Gogshelidze (GEO) P 0-5 VT (0-5)    | non qualificato                         | non qualificato      | non qualificato                      | non qualificato      | non qualificato      | 19º  |
| El-Desoky Ismail | -120 kg | Bye                                               | T. Dlagnev (USA) P 1-3 PP (6-2, 1-0)   | non qualificato                         | non qualificato      | non qualificato                      | non qualificato      | non qualificato      | 11º  |

Femminile
| Atleta    | Evento | Qualificazione                   | Ottavi               | Quarti               | Semifinali           | Ripescaggio Turno 2  | Ripescaggio Turno 2  | Finale               | Pos. |
| Atleta    | Evento | Avversario Risultato             | Avversario Risultato | Avversario Risultato | Avversario Risultato | Avversario Risultato | Avversario Risultato | Avversario Risultato | Pos. |
| --------- | ------ | -------------------------------- | -------------------- | -------------------- | -------------------- | -------------------- | -------------------- | -------------------- | ---- |
| Rabab Eid | -55 kg | T. Lazareva (UKR) P 0-5 VT (0-4) | non qualificata      | non qualificata      | non qualificata      | non qualificata      | non qualificata      | non qualificata      | 16ª  |

#### Greco-Romana
Maschile
| Atleta                 | Evento  | Qualificazione                                | Ottavi                                   | Quarti                                     | Semifinali                                   | Ripescaggio Turno 2  | Ripescaggio Turno 2                             | Finale                               | Pos. |
| Atleta                 | Evento  | Avversario Risultato                          | Avversario Risultato                     | Avversario Risultato                       | Avversario Risultato                         | Avversario Risultato | Avversario Risultato                            | Avversario Risultato                 | Pos. |
| ---------------------- | ------- | --------------------------------------------- | ---------------------------------------- | ------------------------------------------ | -------------------------------------------- | -------------------- | ----------------------------------------------- | ------------------------------------ | ---- |
| Mohamed Abouhalima     | -55 kg  | S. Mango (USA) P 0-3 PO (1-5, 0-1)            | non qualificato                          | non qualificato                            | non qualificato                              | non qualificato      | non qualificato                                 | non qualificato                      | 14º  |
| Sayed Abdelmoneim      | -60 kg  | Bye                                           | R. Lashkhi (GEO) P 0-3 PO (0-2, 0-6)     | non qualificato                            | non qualificato                              | Bye                  | Z. Kuramagomedov (RUS) P 1-3 PP (4-1, 0-4, 0-2) | non qualificato                      | 11º  |
| Ashraf El-Gharably     | -66 kg  | Bye                                           | O. Huacón (ECU) V 3-1 PP (1-1, 1-0, 3-1) | M. Tskhadaia (GEO) P 0-3 PO (0-5, 0-1)     | non qualificato                              | non qualificato      | non qualificato                                 | non qualificato                      | 10º  |
| Islam Tolba            | -74 kg  | N. Žugaj (CRO) P 0-3 PO (0-1, 0-3)            | non qualificato                          | non qualificato                            | non qualificato                              | non qualificato      | non qualificato                                 | non qualificato                      | 16º  |
| Karam Gaber            | -84 kg  | Bye                                           | N. Žugaj (CRO) V 3-1 PP (2-0, 0-1, 1-0)  | M. Noumonvi (FRA) V 3-1 PP (2-0, 0-3, 2-0) | D. Janikowski (POL) V 3-1 PP (2-3, 1-0, 4-0) | Bye                  | Bye                                             | A. Chugaev (RUS) P 0-3 PO (0-1, 0-2) |      |
| Mohamed Abdelfatah     | -96 kg  | C. Dzejničėnka (BLR) P 1-3 PP (1-0, 0-2, 0-1) | non qualificato                          | non qualificato                            | non qualificato                              | non qualificato      | non qualificato                                 | non qualificato                      | 13º  |
| Abdelrahman El-Trabely | -120 kg | Bye                                           | M. López (CUB) P 0-3 PO (0-1, 0-3)       | non qualificato                            | non qualificato                              | Bye                  | G. Pherselidze (GEO) P 1-3 PP (3-3, 0-4, 0-3)   | non qualificato                      | 12º  |

### Nuoto
Maschile
| Atleta        | Evento            | Batterie | Batterie   | Semifinali      | Semifinali      | Finale          | Finale          |
| Atleta        | Evento            | Tempo    | Classifica | Tempo           | Classifica      | Tempo           | Classifica      |
| ------------- | ----------------- | -------- | ---------- | --------------- | --------------- | --------------- | --------------- |
| Mazen Metwaly | Maratona 10 km    | N.D.     | N.D.       | N.D.            | N.D.            | 1h 54'33"2      | 24º             |
| Shehab Younis | 50 m stile libero | 23"16    | 34º        | non qualificato | non qualificato | non qualificato | non qualificato |

Femminile
| Atleta       | Evento            | Batterie | Batterie   | Semifinali      | Semifinali      | Finalekm        | Finalekm        |
| Atleta       | Evento            | Tempo    | Classifica | Tempo           | Classifica      | Tempo           | Classifica      |
| ------------ | ----------------- | -------- | ---------- | --------------- | --------------- | --------------- | --------------- |
| Farida Osman | 50 m stile libero | 26"34    | 40ª        | non qualificata | non qualificata | non qualificata | non qualificata |

### Nuoto sincronizzato
| Atleta | Evento  | Programma tecnico (Preliminari) | Programma tecnico (Preliminari) | Programma libero (Preliminari) | Programma libero (Preliminari) | Programma libero (Preliminari) | Programma libero (Preliminari) | Programma libero (Finale) | Programma libero (Finale) | Programma libero (Finale) | Programma libero (Finale) |
| Atleta | Evento  | Punti                           | Classifica                      | Punti                          | Classifica                     | Punti totali                   | Classifica                     | Punti                     | Classifica                | Punti totali              | Classifica                |
| --- | ------- | ------------------------------- | ------------------------------- | ------------------------------ | ------------------------------ | ------------------------------ | ------------------------------ | ------------------------- | ------------------------- | ------------------------- | ------------------------- |
| Shaza Abdelrahman Dalia El-Gebaly                                                                                      | Duo     | 75,700                          | 24ª                             | 76,400                         | 24ª                            | 152,100                        | 24ª                            | non qualificate           | non qualificate           | non qualificate           | non qualificate           |
| Reem Abdalazem Shaza Abdelrahman Aya Darwish Nour El-Afandi Dalia El-Gebaly Samar Hassounah Youmna Khallaf Mai Mohamed | Squadre | 77,600                          | 7ª                              | N.D.                           | N.D.                           | N.D.                           | N.D.                           | 78,360                    | 7ª                        | 155,960                   | 7ª                        |

### Pentathlon moderno
| Atleta         | Evento         | Scherma   | Scherma   | Scherma  | Nuoto   | Nuoto     | Nuoto    | Equitazione | Equitazione | Equitazione | Combinato: corsa/pistola | Combinato: corsa/pistola | Combinato: corsa/pistola | Totale | Posizione finale |
| Atleta         | Evento         | Risultati | Posizione | PM punti | Tempo   | Posizione | PM punti | Penalità    | Posizione   | Punti PM    | Tempo                    | Posizione                | Punti PM                 | Totale | Posizione finale |
| -------------- | -------------- | --------- | --------- | -------- | ------- | --------- | -------- | ----------- | ----------- | ----------- | ------------------------ | ------------------------ | ------------------------ | ------ | ---------------- |
| Amro El Geziry | Gara maschile  | 18–17     | =11º      | 832      | 1'55"70 | 1º        | 1412     | 344         | 33º         | 856         | 11'42"44                 | 34º                      | 2192                     | 5292   | 33º              |
| Yasser Hefny   | Gara maschile  | 17–18     | =13º      | 808      | 2'05"90 | 19º       | 1292     | 120         | 28º         | 1080        | 11'25"53                 | 31º                      | 2260                     | 5440   | 28º              |
| Aya Medany     | Gara femminile | 20-15     | =8ª       | 880      | 2'18"70 | 18ª       | 1136     | 76          | 19ª         | 1124        | 12'31"92                 | 21ª                      | 1996                     | 5136   | 16ª              |

### Pugilato
Maschile
| Atleta          | Evento                      | Sedicesimi                 | Ottavi di finale         | Quarti di finale     | Semifinali           | Finale               | Pos. |
| Atleta          | Evento                      | Avversario Risultato       | Avversario Risultato     | Avversario Risultato | Avversario Risultato | Avversario Risultato | Pos. |
| --------------- | --------------------------- | -------------------------- | ------------------------ | -------------------- | -------------------- | -------------------- | ---- |
| Ramy Elawady    | Pesi mosca leggeri (-49 kg) | Bye                        | F. Pehlivan (TUR) P 6-20 | non qualificato      | non qualificato      | non qualificato      | 9°   |
| Hesham Abdelaal | Pesi mosca (-52 kg)         | B. Njangiru (KEN) V 19-16  | J. Latipov (UZB) P 11-21 | non qualificato      | non qualificato      | non qualificato      | 9°   |
| Mohamed Ramadan | Pesi leggeri (-60 kg)       | Han S.-c. (KOR) P 6-11     | non qualificato          | non qualificato      | non qualificato      | non qualificato      | 17°  |
| Eslam Mohamed   | Pesi superleggeri (-64 kg)  | G. Káté (HUN) P 10-16      | non qualificato          | non qualificato      | non qualificato      | non qualificato      | 17°  |
| Mohamed Hikal   | Pesi medi (-75 kg)          | S. Migitinov (AZE) P 12-20 | non qualificato          | non qualificato      | non qualificato      | non qualificato      | 17°  |

### Scherma
Maschile
| Atleta                                                       | Evento               | Trentaduesimi             | Sedicesimi                        | Ottavi di finale           | Quarti di finale           | Semifinali                 | Finale                 | Pos. |
| Atleta                                                       | Evento               | Avversario Risultato      | Avversario Risultato              | Avversario Risultato       | Avversario Risultato       | Avversario Risultato       | Avversario Risultato   | Pos. |
| ------------------------------------------------------------ | -------------------- | ------------------------- | --------------------------------- | -------------------------- | -------------------------- | -------------------------- | ---------------------- | ---- |
| Ayman Fayez                                                  | Spada individuale    | N.D.                      | R. Limardo (KOR) P (13-15)        | non qualificato            | non qualificato            | non qualificato            | non qualificato        | 17°  |
| Alaaeldin Abouelkassem                                       | Fioretto individuale | Bye                       | M. Chamley-Watson (USA) V (15-10) | P. Joppich (GER) V (15-10) | A. Cassarà (ITA) V (15-10) | Choi B.-c. (KOR) V (15-12) | Lei S. (CHN) P (13-15) |      |
| Tarek Ayad                                                   | Fioretto individuale | A. Mostafa (EGY) V (15-5) | A. Čeremisinov (RUS) P (8-15)     | non qualificato            | non qualificato            | non qualificato            | non qualificato        | 9°   |
| Anas Mostafa                                                 | Fioretto individuale | T. Ayad (EGY) P (5-15)    | non qualificato                   | non qualificato            | non qualificato            | non qualificato            | non qualificato        | 17°  |
| Alaaeldin Abouelkassem Tarek Ayad Sherif Farrag Anas Mostafa | Fioretto a squadre   | N.D.                      | N.D.                              | N.D.                       | Gran Bretagna P (33-44)    | non qualificati            | non qualificati        | 9°   |
| Mannad Zeid                                                  | Sciabola individuale | Yu P.K. (MAS) P (12-15)   | non qualificato                   | non qualificato            | non qualificato            | non qualificato            | non qualificato        | 17°  |

Femminile
| Atleta                                                       | Evento               | Trentaduesimi               | Sedicesimi                | Ottavi di finale     | Quarti di finale        | Semifinali           | Finale               | Pos. |
| Atleta                                                       | Evento               | Avversario Risultato        | Avversario Risultato      | Avversario Risultato | Avversario Risultato    | Avversario Risultato | Avversario Risultato | Pos. |
| ------------------------------------------------------------ | -------------------- | --------------------------- | ------------------------- | -------------------- | ----------------------- | -------------------- | -------------------- | ---- |
| Mona Hassanein                                               | Spada individuale    | Hsu J.-t. (TPE) P (10-15)   | non qualificata           | non qualificata      | non qualificata         | non qualificata      | non qualificata      | 33ª  |
| Eman El Gammal                                               | Fioretto individuale | J. Fuenmayor (VEN) P (9-15) | non qualificata           | non qualificata      | non qualificata         | non qualificata      | non qualificata      | 33ª  |
| Shaimaa El-Gammal                                            | Fioretto individuale | M. Shaito (LIB) P (6-7)     | non qualificata           | non qualificata      | non qualificata         | non qualificata      | non qualificata      | 33ª  |
| Eman Gaber                                                   | Fioretto individuale | Bye                         | A. Guyart (FRA) P (2-15)  | non qualificata      | non qualificata         | non qualificata      | non qualificata      | 17ª  |
| Eman El Gammal Shaimaa El-Gammal Eman Gaber Rana El-Husseiny | Fioretto a squadre   | N.D.                        | N.D.                      | N.D.                 | Gran Bretagna P (34-45) | non qualificate      | non qualificate      | 9ª   |
| Salma Mahran                                                 | Sciabola individuale | N.D.                        | D. Wozniak (USA) P (6-15) | non qualificata      | non qualificata         | non qualificata      | non qualificata      | 17ª  |

### Sollevamento pesi
Maschile
| Atleta            | Evento | Strappo   | Strappo    | Slancio   | Slancio    | Totale | Classifica |
| Atleta            | Evento | Risultato | Classifica | Risultato | Classifica | Totale | Classifica |
| ----------------- | ------ | --------- | ---------- | --------- | ---------- | ------ | ---------- |
| Ahmed Saad        | -62 kg | 130 kg    | 9º         | 162 kg    | 9º         | 292 kg | 9º         |
| Mohamed Abdelbaki | -69 kg | 145 kg    | 6º         | 171 kg    | 11º        | 316 kg | 10º        |
| Ibrahim Ramadan   | -77 kg | 155 kg    | 5º         | 192 kg    | 3º         | 347 kg | 5º         |
| Ragab Abdelhay    | -85 kg | 165 kg    | 8º         | 207 kg    | 5º         | 372 kg | 6º         |
| Tarek Yehia       | -85 kg | 165 kg    | 8º         | 210 kg    | 2º         | 375 kg | 4º         |

Femminile
| Atleta            | Evento | Strappo   | Strappo    | Slancio   | Slancio    | Totale | Classifica |
| Atleta            | Evento | Risultato | Classifica | Risultato | Classifica | Totale | Classifica |
| ----------------- | ------ | --------- | ---------- | --------- | ---------- | ------ | ---------- |
| Esmat Mansour     | -69 kg | 105 kg    | 9ª         | 130 kg    | 9ª         | 235 kg | 9ª         |
| Abeer Abdelrahman | -75 kg | 118 kg    | 5ª         | 140 kg    | 5ª         | 258 kg | 5ª         |
| Nahla Ramadan     | +75 kg | 122 kg    | 6ª         | 155 kg    | 5ª         | 277 kg | 5ª         |

### Taekwondo
Maschile
| Atleta             | Evento | Ottavi                       | Quarti                        | Semifinale           | Ripescaggio Turno 1         | Ripescaggio Turno 2  | Finale               | Classifica      |
| Atleta             | Evento | Avversario Risultato         | Avversario Risultato          | Avversario Risultato | Avversario Risultato        | Avversario Risultato | Avversario Risultato | Classifica      |
| ------------------ | ------ | ---------------------------- | ----------------------------- | -------------------- | --------------------------- | -------------------- | -------------------- | --------------- |
| Tamer Bayoumi      | -58 kg | N. Mamayev (KAZ) V (1-0) SDP | Lee D.-H. (KOR) P (10-11) SDP | non qualificato      | P.-E. Karaket (THA) P (4-6) | non qualificato      | non qualificato      | non qualificato |
| Abdelrahman Ossama | -80 kg | T. Mollet (NLD) P (8-9) SDP  | non qualificato               | non qualificato      | non qualificato             | non qualificato      | non qualificato      | non qualificato |

Femminile
| Atleta           | Evento | Ottavi                     | Quarti                   | Semifinale           | Ripescaggio Turno 1  | Ripescaggio Turno 2  | Finale               | Classifica      |
| Atleta           | Evento | Avversario Risultato       | Avversario Risultato     | Avversario Risultato | Avversario Risultato | Avversario Risultato | Avversario Risultato | Classifica      |
| ---------------- | ------ | -------------------------- | ------------------------ | -------------------- | -------------------- | -------------------- | -------------------- | --------------- |
| Hedaya Malak     | −57 kg | R. Cheong (NZL) V (17-6)   | M. Harnois (FRA) P (6-8) | non qualificata      | non qualificata      | non qualificata      | non qualificata      | non qualificata |
| Seham El-Sawalhy | −67 kg | E. Johansson (SWE) P (0-6) | non qualificata          | non qualificata      | non qualificata      | non qualificata      | non qualificata      | non qualificata |

### Tennis tavolo
Maschile
| Atleta                                 | Evento  | Preliminari          | Round 1                                                           | Round 2                                                              | Round 3                                                | Round 4                             | Quarti di finale     | Semifinale           | Finale               | Pos.            |
| Atleta                                 | Evento  | Avversario Risultato | Avversario Risultato                                              | Avversario Risultato                                                 | Avversario Risultato                                   | Avversario Risultato                | Avversario Risultato | Avversario Risultato | Avversario Risultato | Pos.            |
| -------------------------------------- | ------- | -------------------- | ----------------------------------------------------------------- | -------------------------------------------------------------------- | ------------------------------------------------------ | ----------------------------------- | -------------------- | -------------------- | -------------------- | --------------- |
| Omar Assar                             | Singolo | Bye                  | J. Žmudenko (UKR) V 4-1 (8-11, 11-6, 13-11, 11-9, 14-12)          | P. Gionis (GRE) P 0-4 (5-11, 9-11, 7-11, 9-11)                       | non qualificato                                        | non qualificato                     | non qualificato      | non qualificato      | non qualificato      | non qualificato |
| El-sayed Lashin                        | Singolo | Bye                  | P. Gerell (SWE) V 4-3 (7-11, 11-4, 11-8, 12-10, 8-11, 8-11, 11-9) | Z. Primorac (CRO) V 4-3 (11-6, 8-11, 12-10, 5-11, 10-12, 11-9, 11-8) | J. Mizutani (JPN) P 1-4 (4-11, 11-9, 9-11, 5-11, 6-11) | non qualificato                     | non qualificato      | non qualificato      | non qualificato      | non qualificato |
| Omar Assar El-sayed Lashin Ahmed Saleh | Squadre | N.D.                 | N.D.                                                              | N.D.                                                                 | N.D.                                                   | Austria (AUT) P 0-3 (1-3, 0-3, 0-3) | non qualificati      | non qualificati      | non qualificati      | non qualificati |

Femminile
| Nadeen El-Dawlatly                           | Singolo | Bye                                                       | Bye                                                                 | Bye                                                   | M. Skov (DEN) P 0-4 (9-11, 6-11, 7-11, 9-11) | non qualificata                         | non qualificata | non qualificata | non qualificata | non qualificata | non qualificata | non qualificata |
| Dina Meshref                                 | Singolo | O. Edem (NGR) V 4-2 (11-5, 2-11, 11-7, 10-12, 11-6, 11-3) | J. Noskova (RUS) V 4-3 (12-10, 8-11, 4-11, 9-11, 14-12, 11-9, 11-9) | E. Samara (ROU) P 1-4 (11-7, 7-11, 11-13, 6-11, 8-11) | non qualificata                              | non qualificata                         | non qualificata | non qualificata | non qualificata | non qualificata |                 |                 |
| Nadeen El-Dawlatly Raghad Magdy Dina Meshref | Squadre | N.D.                                                      | N.D.                                                                | N.D.                                                  | N.D.                                         | Paesi Bassi (NED) P 0-3 (0-3, 0-3, 0-3) | non qualificate | non qualificate | non qualificate | non qualificate |                 |                 |

### Tiro a segno/volo
Maschile
| Atleta        | Evento                      | Qualificazione | Qualificazione | Finale          | Finale          |
| Atleta        | Evento                      | Punteggio      | Classifica     | Punteggio       | Classifica      |
| ------------- | --------------------------- | -------------- | -------------- | --------------- | --------------- |
| Mostafa Hamdy | Skeet                       | 117            | 18º            | non qualificato | non qualificato |
| Amgad Hosen   | Carabina 10m aria compressa | 591            | 29º            | non qualificato | non qualificato |
| Azmy Mehelba  | Skeet                       | 108            | 36º            | non qualificato | non qualificato |
| Karim Wagih   | Pistola 10m aria compressa  | 566            | 38º            | non qualificato | non qualificato |
| Ahmed Zaher   | Trap                        | 117            | 22º            | non qualificato | non qualificato |

Femminile
| Atleta         | Evento                      | Qualificazione | Qualificazione | Finale          | Finale          |
| Atleta         | Evento                      | Punteggio      | Classifica     | Punteggio       | Classifica      |
| -------------- | --------------------------- | -------------- | -------------- | --------------- | --------------- |
| Nourhan Amer   | Carabina 10m aria compressa | 391            | 41ª            | non qualificata | non qualificata |
| Mona El-Hawary | Skeet                       | 51             | 17ª            | non qualificata | non qualificata |

### Tiro con l'arco
Maschile
| Atleta        | Evento      | Round di qualificazione | Round di qualificazione | 32-esimi                  | 16-esimi                   | Ottavi                    | Quarti                    | Semifinali                | Finale                    | Pos.            |
| Atleta        | Evento      | Punteggio               | Seed                    | Avversario Seed Punteggio | Avversario Seed Punteggio  | Avversario Seed Punteggio | Avversario Seed Punteggio | Avversario Seed Punteggio | Avversario Seed Punteggio | Pos.            |
| ------------- | ----------- | ----------------------- | ----------------------- | ------------------------- | -------------------------- | ------------------------- | ------------------------- | ------------------------- | ------------------------- | --------------- |
| Ahmed El-Nemr | Individuale | 644                     | 57º                     | C. Duenas (CAN) (8) V 6-2 | Kuo C.-w. (TPE) (40) P 2-6 | non qualificato           | non qualificato           | non qualificato           | non qualificato           | non qualificato |

Femminile
| Atleta     | Evento      | Round di qualificazione | Round di qualificazione | 32-esimi                  | 16-esimi                  | Ottavi                    | Quarti                    | Semifinali                | Finale                    | Pos.            |
| Atleta     | Evento      | Punteggio               | Seed                    | Avversario Seed Punteggio | Avversario Seed Punteggio | Avversario Seed Punteggio | Avversario Seed Punteggio | Avversario Seed Punteggio | Avversario Seed Punteggio | Pos.            |
| ---------- | ----------- | ----------------------- | ----------------------- | ------------------------- | ------------------------- | ------------------------- | ------------------------- | ------------------------- | ------------------------- | --------------- |
| Nada Kamel | Individuale | 611                     | 56ª                     | K. Perova (RUS) (9) P 0-6 | non qualificata           | non qualificata           | non qualificata           | non qualificata           | non qualificata           | non qualificata |

### Vela
Maschile
| Atleta       | Evento | Regata | Regata | Regata | Regata | Regata | Regata | Regata | Regata | Regata | Regata | Regata | Punteggio Totale | Punteggio Netto | Classifica |
| Atleta       | Evento | 1      | 2      | 3      | 4      | 5      | 6      | 7      | 8      | 9      | 10     | M      | Punteggio Totale | Punteggio Netto | Classifica |
| ------------ | ------ | ------ | ------ | ------ | ------ | ------ | ------ | ------ | ------ | ------ | ------ | ------ | ---------------- | --------------- | ---------- |
| Ahmed Habash | RS:X   | 38     | 38     | 36     | 37     | 34     | 38     | 38     | 38     | 39 DNF | 37     | EL     | 373              | 334             | 38º        |